# كلية المجدلية
كلية المجدلية (بالإنجليزية: Magdalen College, Oxford)‏ هي كلية في جامعة أكسفورد، تأسست في 1447، في المملكة المتحدة، وكان مؤسسها هو William Waynflete ‏.